# 64
64 је била преступна година.

## Догађаји
- Нерон се први пут појавио у позоришту у Напуљу. Почетак грандиозне градње у Риму.
- Прогон хришћана оптужених за паљење Рима
- Свети Апостол Петар је разапет
- 64-66 - гувернер Јудеје Гесије Флор.
- Заузимање града Таксила од стране Кушана.
- Нерон укида Понтско краљевство и припаја га Римском царству.
- Непосредно пре самоубиства, Сенека је написао „Морална писма“

### Јул
- 19. јул — У Риму је избио велики пожар који је опустошио већи део града.

## Смрти
- 13. октобар — Апостол Петар (р. 1. п. н. е.)